# 南海學宮

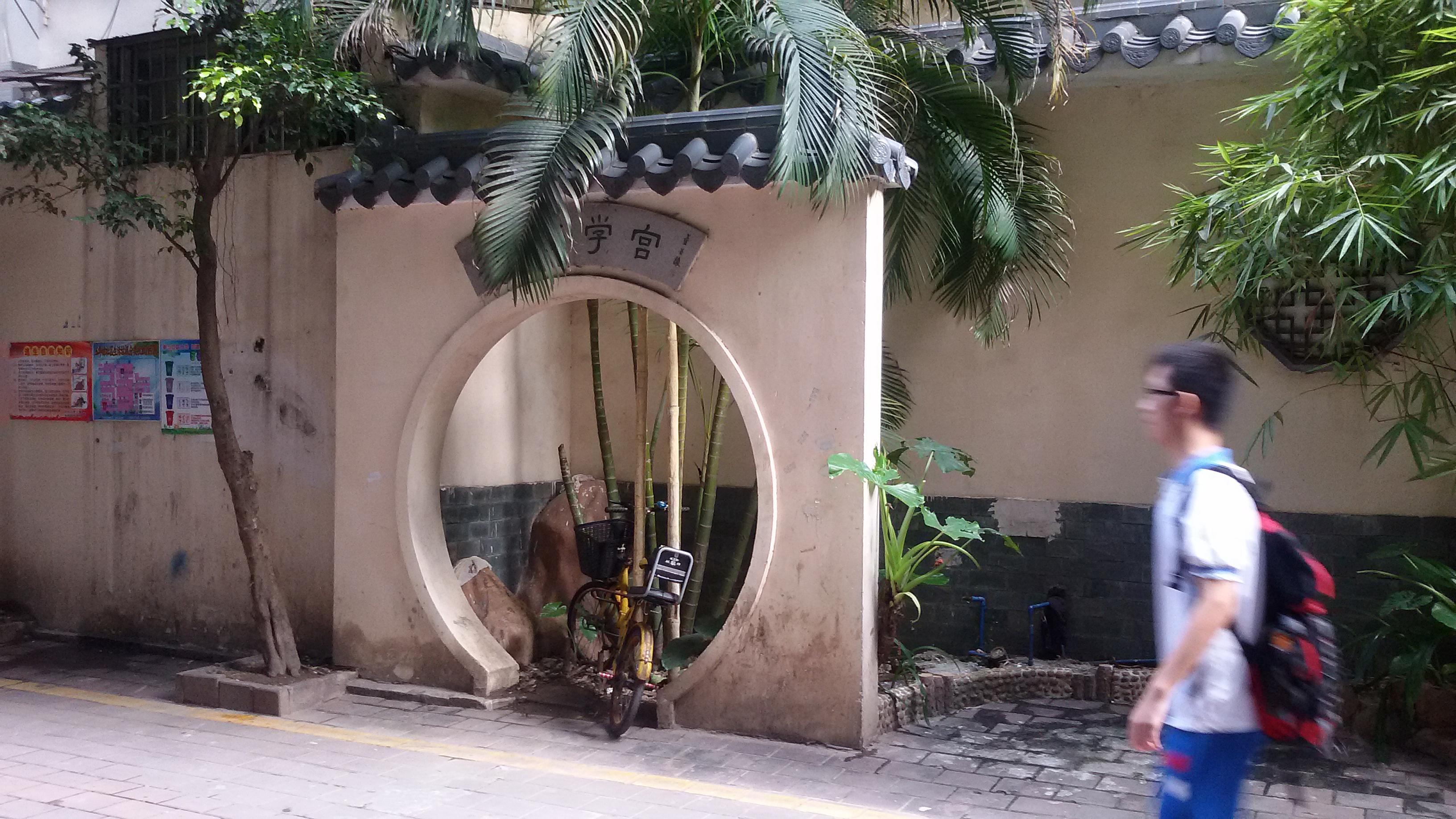
學宮街內紀念南海學宮存在歷史的牌坊

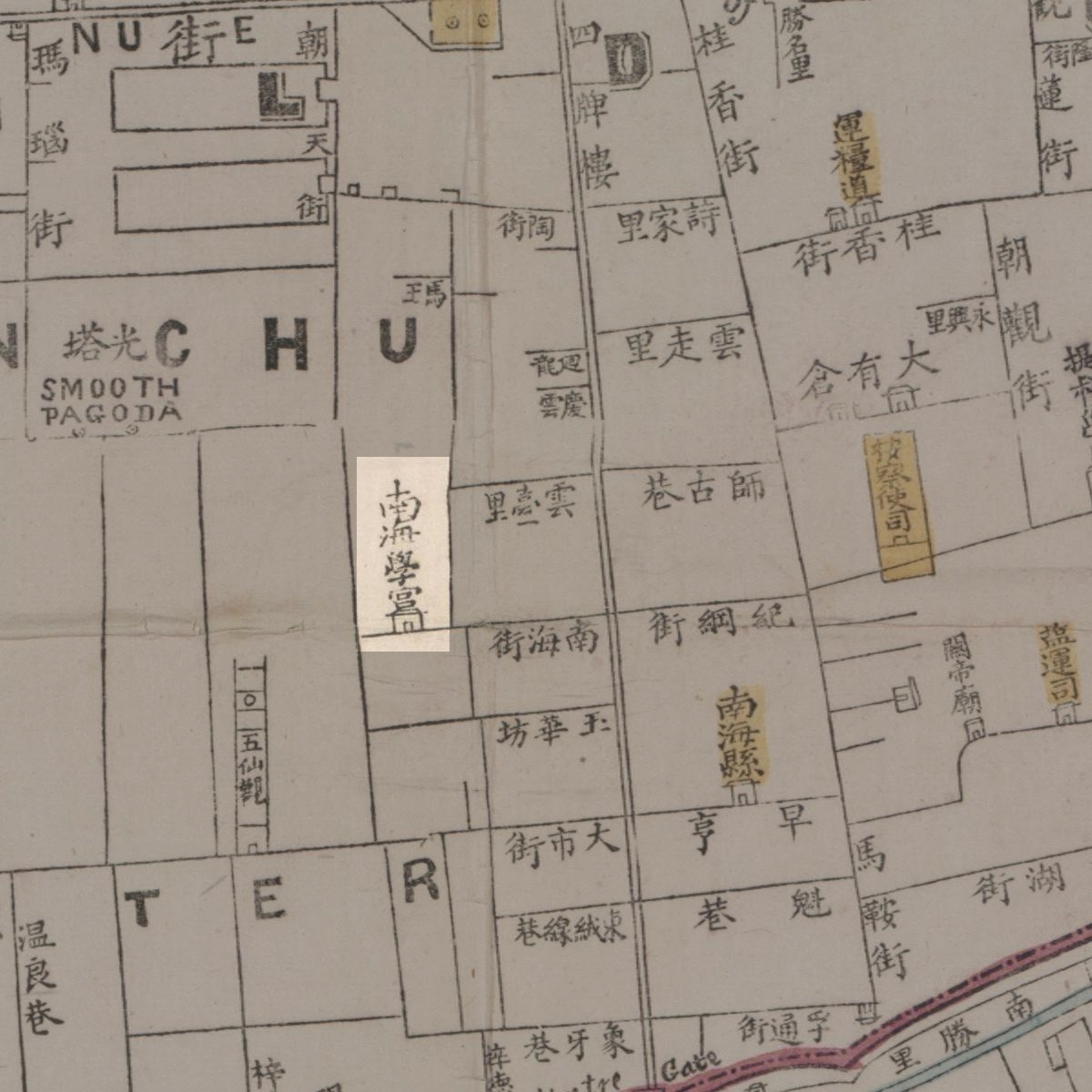
舊地圖所示的南海學宮

南海學宮是原本存在於廣東省廣州市中心的一座學宮，在惠福西路，為舊南海縣所屬學宮，與廣府學宮（現市一宮）及番禺學宮（現農講所）並稱廣州三大學宮，分佈於省城之內。原歷史建築共和國後被拆，剩下街道學宮街證明其存在歷史。

## 位置
南海學宮過去是在五仙觀東北方向，光塔路以東，南海縣衙西北的學宮街上。
學宮成窄長形，主軸南北走。學宮西側，如今為朝天路南段與米市路北段，而朝天路過去為叫朝天街。南面是朝向學宮街的大門口，學宮街當時叫南海街。北面是陶街。

## 歷史
南海學宮歴史悠久，據載宋代曾毀於大火，元代复建於高桂坊（學宮街舊名），明代洪武年間擴建，門口就此改南向。中華民國時，學宮為南海縣所有。共和國後被統戰部所占。1982年進行廣州市文物普查時，南海學宮僅存後殿、兩廡廊及名宦祠。
1998年统战部未經文物部門審查，迅速拆除學宮，建新辦公大樓，拆除前沒有留下測繪資料，學宮歷史資訊從此消失。

### 大清
清初學宮曾遭破壞。乾隆、嘉慶年間兩次重修，其中嘉慶一次由南海縣進士謝蘭生等人籌資，修葺後改南海縣學為南海學宮。
大清末期，廢科舉。開始仿照西洋學制興辦學校。南海學宮由此轉為學校。當中包括一九零四年興辦的南海中學，不過不久就搬離原址。

### 中華民國
1920年代，學宮曾被占作陸軍醫院。中華民國十年（1921），歲次辛酉，二月左右，即三月，軍隊蹂躪南海學宮。翁式亮第六獨立旅的軍隊駐南海學宮，在裡面紀律不嚴，裏面的縣小學與國民學校的學生都不敢回校，而原駐內縣紳，因兵士呼喝也不能進。縣紳區大原等六十人，聯同國會議員孔昭晟，省議員朱文格，致總司令部，促請該旅搬藪。但直到八月（西曆九月）也未撤離。大成殿與兩廡都變成軍人睡房。在秋祭時，縣紳見到殿內雜亂，周圍晾滿衣服，賢牌不見踪跡。
中華民國十二年（1923），歲次癸亥，四月左右（六月），傳出廣州市長孫科要變賣南海學宮。當時學宮還屬於南海縣公產，為祭孔場地。傳聞引引發抗議活動。
中華民國二十年（1931），歲次辛未，二月二十日深夜（四月七號），南海學宮後面臨普林里一段圍牆倒塌，牆高兩丈，日久失修。幸好深夜人稀無人受傷，但阻礙到交通。
- 參見：v:廣州被清拆史蹟列表